# 茎根红丝线
茎根红丝线（学名：Lycianthes lysimachioides var. caulorhiza）为茄科红丝线属下的一个变种。

## 扩展阅读
- 維基物種上的相關：茎根红丝线